# Тім Янссен
Тім Янссен (нід. Tim Janssen, нар. 6 березня 1986, Ейндговен, Нідерланди) — нідерландський футболіст, що грав на позиції нападника.
Виступав, зокрема, за клуби «Неймеген» та «Мідтьюлланд», а також молодіжну збірну Нідерландів.
Чемпіон Данії. 

## Клубна кар'єра
Народився 6 березня 1986 року в місті Ейндговен. Вихованець футбольної школи клубу ПСВ. Проте дорослу футбольну кар'єру розпочав 2005 року в «Зволле», куди він відправився в оренду. Другу половину сезону 2005—2006 також провів у оренді, цього разу в «Ейндговені». Після цього підписав повноцінний контракт з клубом «Валвейк».
Своєю грою за останню команду привернув увагу представників тренерського штабу клубу «Неймеген», до складу якого приєднався 2007 року. Відіграв за команду з Неймегена наступні два сезони своєї ігрової кар'єри.
Протягом 2009—2011 років захищав кольори клубу «Есб'єрг».
2011 року уклав контракт з клубом «Мідтьюлланд», у складі якого провів наступні три роки своєї кар'єри гравця. 
Протягом 2015—2016 років захищав кольори клубів «Де Графсхап», «Фортуна» (Сіттард) та «Оклахома-Сіті Енерджі».
Завершив ігрову кар'єру у команді «Нуенен», за яку виступав протягом 2017—2019 років.

## Виступи за збірні
2001 року дебютував у складі юнацької збірної Нідерландів (U-16), загалом на юнацькому рівні взяв участь у 10 іграх, відзначившись 5 забитими голами.
2007 року залучався до складу молодіжної збірної Нідерландів. На молодіжному рівні зіграв у 5 офіційних матчах, забив 1 гол. 2007 року став чемпіоном Європи у її складі.

## Титули і досягнення
- Чемпіон Данії (1):

«Мідтьюлланд»: 2014—2015